# Fußball-Europameisterschaft 1980/Gruppe 2
| Pl.                                                                                              | Land    | Sp. | S | U | N | Tore    | Diff. | Punkte |
| ------------------------------------------------------------------------------------------------ | ------- | --- | - | - | - | ------- | ----- | ------ |
| 1.                                                                                               | Belgien | 3   | 1 | 2 | 0 | 003:200 | +1    | 04:20  |
| 2.                                                                                               | Italien | 3   | 1 | 2 | 0 | 001:000 | +1    | 04:20  |
| 3.                                                                                               | England | 3   | 1 | 1 | 1 | 003:300 | ±0    | 03:30  |
| 4.                                                                                               | Spanien | 3   | 0 | 1 | 2 | 002:400 | −2    | 01:50  |
| für die Platzierung 1 und 2 ist die Anzahl der erzielten Tore in allen Gruppenspielen maßgeblich |         |     |   |   |   |         |       |        |

Gruppe 2 der Fußball-Europameisterschaft 1980:

## Belgien – England 1:1 (1:1)
| Belgien                                          | Belgien | England | England |
| ------------------------------------------------ | --- | --- | ------- |
| Belgien                                          | \| 1. Gruppenspiel \| \| 12. Juni um 17:45 Uhr in Turin (Stadio Comunale) \| \| Zuschauer: 15.186 \| \| Schiedsrichter: Heinz Aldinger ( BR Deutschland) \| \| Spielbericht \|                                                            | \| 1. Gruppenspiel \| \| 12. Juni um 17:45 Uhr in Turin (Stadio Comunale) \| \| Zuschauer: 15.186 \| \| Schiedsrichter: Heinz Aldinger ( BR Deutschland) \| \| Spielbericht \|                                                     | England |
| Belgien                                          | Jean-Marie Pfaff – Eric Gerets, Michel Renquin, Luc Millecamps, Walter Meeuws – René Vandereycken, Wilfried Van Moer (88. Raymond Mommens), François Van Der Elst, Erwin Vandenbergh – Julien Cools , Jan Ceulemans Cheftrainer: Guy Thys | Ray Clemence – Phil Neal, Kenny Sansom, David Watson, Phil Thompson – Steve Coppell (81. Terry McDermott), Kevin Keegan , Ray Wilkins, David Johnson (70. Ray Kennedy) – Trevor Brooking, Tony Woodcock Cheftrainer: Ron Greenwood | England |
| Belgien                                          | 1:1 Ceulemans (29.) | 0:1 Wilkins (26.) | England |
| 1. Gruppenspiel                                  | | |         |
| 12. Juni um 17:45 Uhr in Turin (Stadio Comunale) | | |         |
| Zuschauer: 15.186                                | | |         |
| Schiedsrichter: Heinz Aldinger ( BR Deutschland) | | |         |
| Spielbericht                                     | | |         |

## Spanien – Italien 0:0
| Spanien                                                    | Spanien | Italien | Italien |
| ---------------------------------------------------------- | --- | --- | ------- |
| Spanien                                                    | \| 1. Gruppenspiel \| \| 12. Juni um 20:30 Uhr in Mailand (Giuseppe-Meazza-Stadion) \| \| Zuschauer: 46.337 \| \| Schiedsrichter: Károly Palotai ( Ungarn) \| \| Spielbericht \|                                          | \| 1. Gruppenspiel \| \| 12. Juni um 20:30 Uhr in Mailand (Giuseppe-Meazza-Stadion) \| \| Zuschauer: 46.337 \| \| Schiedsrichter: Károly Palotai ( Ungarn) \| \| Spielbericht \|                                                         | Italien |
| Spanien                                                    | Luis Arconada – Miguel Tendillo, Rafael Gordillo, Migueli, José Ramón Alexanko – Jesús María Zamora, Enrique Saura, Juan Manuel Asensi , Dani (53. Juanito) – Jesús María Satrústegui, Quini Cheftrainer: Ladislao Kubala | Dino Zoff – Gaetano Scirea, Fulvio Collovati, Antonio Cabrini (56. Romeo Benetti), Claudio Gentile – Franco Causio, Marco Tardelli, Gabriele Oriali, Giancarlo Antognoni – Francesco Graziani, Roberto Bettega Cheftrainer: Enzo Bearzot | Italien |
| Spanien                                                    | Satrústegui | Graziani | Italien |
| 1. Gruppenspiel                                            | | |         |
| 12. Juni um 20:30 Uhr in Mailand (Giuseppe-Meazza-Stadion) | | |         |
| Zuschauer: 46.337                                          | | |         |
| Schiedsrichter: Károly Palotai ( Ungarn)                   | | |         |
| Spielbericht                                               | | |         |

## Spanien – Belgien 1:2 (1:1)
| Spanien                                                    | Spanien | Belgien | Belgien |
| ---------------------------------------------------------- | --- | --- | ------- |
| Spanien                                                    | \| 2. Gruppenspiel \| \| 15. Juni um 17:45 Uhr in Mailand (Giuseppe-Meazza-Stadion) \| \| Zuschauer: 11.430 \| \| Schiedsrichter: Charles Corver ( Niederlande) \| \| Spielbericht \|                                                                           | \| 2. Gruppenspiel \| \| 15. Juni um 17:45 Uhr in Mailand (Giuseppe-Meazza-Stadion) \| \| Zuschauer: 11.430 \| \| Schiedsrichter: Charles Corver ( Niederlande) \| \| Spielbericht \|                                                                         | Belgien |
| Spanien                                                    | Luis Arconada – Miguel Tendillo (79. Francisco Carrasco), Rafael Gordillo, Migueli, José Ramón Alexanko – Jesús María Zamora, Enrique Saura, Juan Manuel Asensi (37. Vicente del Bosque), Juanito – Jesús María Satrústegui, Quini Cheftrainer: Ladislao Kubala | Jean-Marie Pfaff – Eric Gerets, Michel Renquin, Luc Millecamps, Walter Meeuws – René Vandereycken, Wilfried Van Moer (80. Raymond Mommens), François Van Der Elst, Erwin Vandenbergh (81. René Verheyen) – Julien Cools , Jan Ceulemans Cheftrainer: Guy Thys | Belgien |
| Spanien                                                    | 1:1 Quini (36.) | 0:1 Gerets (17.) 1:2 Cools (65.) | Belgien |
| Spanien                                                    | Migueli, Asensi | | Belgien |
| 2. Gruppenspiel                                            | | |         |
| 15. Juni um 17:45 Uhr in Mailand (Giuseppe-Meazza-Stadion) | | |         |
| Zuschauer: 11.430                                          | | |         |
| Schiedsrichter: Charles Corver ( Niederlande)              | | |         |
| Spielbericht                                               | | |         |

## Italien – England 1:0 (0:0)
| Italien                                          | Italien | England | England |
| ------------------------------------------------ | --- | --- | ------- |
| Italien                                          | \| 2. Gruppenspiel \| \| 15. Juni um 20:30 Uhr in Turin (Stadio Comunale) \| \| Zuschauer: 59.649 \| \| Schiedsrichter: Nicolae Rainea ( Rumänien) \| \| Spielbericht \|                                                                 | \| 2. Gruppenspiel \| \| 15. Juni um 20:30 Uhr in Turin (Stadio Comunale) \| \| Zuschauer: 59.649 \| \| Schiedsrichter: Nicolae Rainea ( Rumänien) \| \| Spielbericht \|                                   | England |
| Italien                                          | Dino Zoff – Gaetano Scirea, Fulvio Collovati, Gabriele Oriali, Claudio Gentile – Romeo Benetti, Marco Tardelli, Giancarlo Antognoni, Franco Causio (88. Giuseppe Baresi) – Francesco Graziani, Roberto Bettega Cheftrainer: Enzo Bearzot | Peter Shilton – Phil Neal, Kenny Sansom, David Watson, Phil Thompson – Steve Coppell, Kevin Keegan , Ray Wilkins, Ray Kennedy – Tony Woodcock, Garry Birtles (75. Paul Mariner) Cheftrainer: Ron Greenwood | England |
| Italien                                          | 1:0 Tardelli (79.) | | England |
| Italien                                          | Tardelli, Benetti | | England |
| 2. Gruppenspiel                                  | | |         |
| 15. Juni um 20:30 Uhr in Turin (Stadio Comunale) | | |         |
| Zuschauer: 59.649                                | | |         |
| Schiedsrichter: Nicolae Rainea ( Rumänien)       | | |         |
| Spielbericht                                     | | |         |

## Spanien – England 1:2 (0:1)
| Spanien                                            | Spanien | England | England |
| -------------------------------------------------- | --- | --- | ------- |
| Spanien                                            | \| 3. Gruppenspiel \| \| 18. Juni um 17:45 Uhr in Neapel (Stadio San Paolo) \| \| Zuschauer: 14.440 \| \| Schiedsrichter: Erich Linemayr ( Österreich) \| \| Spielbericht \|                                                                  | \| 3. Gruppenspiel \| \| 18. Juni um 17:45 Uhr in Neapel (Stadio San Paolo) \| \| Zuschauer: 14.440 \| \| Schiedsrichter: Erich Linemayr ( Österreich) \| \| Spielbericht \|                                                       | England |
| Spanien                                            | Luis Arconada – Cundi, Rafael Gordillo, Antonio Olmo, José Ramón Alexanko – Francisco Álvarez Uría, Enrique Saura, Jesús María Zamora, Julio Cardeñosa (46. Dani) – Juanito (46. Francisco Carrasco), Santillana Cheftrainer: Ladislao Kubala | Ray Clemence – Viv Anderson (83. Trevor Cherry), Mick Mills, David Watson, Phil Thompson, Ray Wilkins, Kevin Keegan , Glenn Hoddle (76. Paul Mariner), Terry McDermott – Trevor Brooking, Tony Woodcock Cheftrainer: Ron Greenwood | England |
| Spanien                                            | 1:1 Dani (48., Foulelfmeter) | 0:1 Brooking (19.) 1:2 Woodcock (61.) | England |
| Spanien                                            | Dani scheitert mit Foulelfmeter an Clemence (53.) | | England |
| 3. Gruppenspiel                                    | | |         |
| 18. Juni um 17:45 Uhr in Neapel (Stadio San Paolo) | | |         |
| Zuschauer: 14.440                                  | | |         |
| Schiedsrichter: Erich Linemayr ( Österreich)       | | |         |
| Spielbericht                                       | | |         |

## Italien – Belgien 0:0
| Italien                                        | Italien | Belgien | Belgien |
| ---------------------------------------------- | --- | --- | ------- |
| Italien                                        | \| 3. Gruppenspiel \| \| 18. Juni um 20:30 Uhr in Rom (Stadio Olimpico) \| \| Zuschauer: 42.318 \| \| Schiedsrichter: António Garrido ( Portugal) \| \| Spielbericht \|                                                                                             | \| 3. Gruppenspiel \| \| 18. Juni um 20:30 Uhr in Rom (Stadio Olimpico) \| \| Zuschauer: 42.318 \| \| Schiedsrichter: António Garrido ( Portugal) \| \| Spielbericht \|                                                                                       | Belgien |
| Italien                                        | Dino Zoff – Gaetano Scirea, Fulvio Collovati, Gabriele Oriali (46. Alessandro Altobelli), Claudio Gentile – Romeo Benetti, Marco Tardelli, Giancarlo Antognoni (36. Giuseppe Baresi), Franco Causio – Francesco Graziani, Roberto Bettega Cheftrainer: Enzo Bearzot | Jean-Marie Pfaff – Eric Gerets, Michel Renquin, Luc Millecamps, Walter Meeuws – René Vandereycken, Wilfried Van Moer (49. René Verheyen), François Van Der Elst, Raymond Mommens (78. Erwin Vandenbergh) – Julien Cools , Jan Ceulemans Cheftrainer: Guy Thys | Belgien |
| Italien                                        | Causio, Oriali | François Van Der Elst, Meeuws, Vandereycken | Belgien |
| 3. Gruppenspiel                                | | |         |
| 18. Juni um 20:30 Uhr in Rom (Stadio Olimpico) | | |         |
| Zuschauer: 42.318                              | | |         |
| Schiedsrichter: António Garrido ( Portugal)    | | |         |
| Spielbericht                                   | | |         |